# Мартин, Анна Максвелл
Анна Максвелл Мартин (англ. Anna Maxwell Martin; род. 10 мая 1977, Беверли, Йоркшир и Хамбер) — британская актриса, двукратная обладательница премии Британской академии кино и телевизионных искусств.

## Ранние годы
Анна Шарлотта Мартин родилась в городе Беверли, недалеко от Кингстона-апон-Халл в графстве Восточный райдинг Йоркшира. Её отец был исполнительным директором фармацевтической компании, мать — учёным исследователем. Она оставила свою работу, чтобы воспитывать Анну и её старшего брата Адама. Анна посещала старшую школу Беверли, где уже играла в пьесах. После школы она изучала историю в Ливерпульском университете, специализируясь на Первой Мировой войне. После окончания учёбы в Ливерпуле Анна поступила в Лондонскую академию музыкального и драматического искусства. Она добавила имя Максвелл (имя своего деда) к своему полному имени, когда присоединилась к профсоюзу актёров, чтобы отличаться от другого члена с таким же именем. В последний год обучения Анны в Лондонской академии у её отца обнаружили рак. Он умер, когда ей исполнилось 24 года, успев увидеть её в роли Александры в пьесе Лилиан Хеллман «Маленькие лисички» в театре Donmar Warehouse.

## Карьера
Мартин впервые появилась на лондонской сцене в главной роли Лиры в пьесе «Тёмные начала» по роману Филипа Пулмана в Национальном театре. После этого она была приглашена на роль Бесси Хиггинс в мини-сериале BBC «Север и юг» по роману Элизабет Гаскелл в 2004 году. В 2005 году она в качестве приглашённой звезды снялась в эпизоде сериала «Доктор Кто». В этом же году она сыграла главную роль Эстер Саммерсон в экранизации романа Чарльза Диккенса «Холодный дом». За эту роль она получила премию BAFTA в 2006 году.
В январе 2006 года Максвелл Мартин принимает участие в чтении пьесы «Комедиант» в театре Ройал-Корт. В этом же году она играла в комедии «Я так ненавижу свою работу» режиссёра Оливера Паркера. С октября 2006 года по апрель 2007 года Максвелл Мартин исполняла роль Салли Боулз в мюзикле «Кабаре» в театре Лирик.
В 2007 году она исполнила роль Кассандры Остин в художественном фильме «Джейн Остин» о ранних годах знаменитой британской писательницы. В конце 2007 года она сыграла Дочь тюремщика в адаптации шотландской сказки «Ветер в ивах» телеканала BBC One.
В 2008 году Максвелл Мартин играет главную роль в драме телеканала BBC 2 «Белая девушка» и в адаптации романа «Поппи Шекспир» вместе с Наоми Харрис. За эту роль она получила вторую премию BAFTA TV в 2009 году. С июля по октябрь этого года она вместе с Айлин Эткинс появляется в пьесе «Женщина по рождению» в театре Водевиль в Лондоне. На радио BBC 4 она играет в радиоспектакле «Скрюченный домишко» по роману Агаты Кристи. В июле 2009 года Максвелл Мартин сыграла в драме BBC 2 «Свободное падение». В фильме «Цель — Луна», посвященному 40-летию высадке Аполлона на Луну, она исполнила роль Джанет, жены Нила Армстронга.
В 2010 году она сыграла известную журналистку, борца за акт о свободе информации Хизер Брук в телефильме On Expenses. В театре Алмейда она исполнила роль Изабеллы в шекспировской комедии «Мера за меру». В феврале 2011 года она исполняет роль Сары Бёртон в адаптации романа Уинифред Холтби «Южный Райдинг».
С сентября 2012 года она играет главную роль в мини-сериале «Код убийства». 4 сентября 2012 года она появляется в эпизоде телесериала «Обвиняемые».
В декабре 2013 года она снова возвращается в мир Джейн Остин и исполняет роль Элизабет Дарси в драме BBC «Смерть приходит в Пемберли». Это экранизация одноимённого романа баронессы Филис Джеймс, в котором после завершения событий романа «Гордость и предубеждение» разворачивается детективная история с участием некоторых героев оригинального романа.
В 2014 году она вместе с Саймоном Расселлом Билом играет в постановке драмы Шекспира «Король Лир», режиссёром которой выступил Сэм Мендес. В 2017 году Максвелл Мартин исполнила главную роль в новой пьесе Нины Рейн «Согласие» в Королевском национальном театре.
В 2021 году вместе с Крисом О'Даудом появилась в спектакле «Созвездия» по пьесе Ника Пейна в театре Donmar Warehouse. Они были одной из четырёх пар актёров, по очереди выходивших на сцену в течение всего показа спектакля.

## Фильмография
| Год       |     | Русское название           | Оригинальное название                     | Роль                                     |
| --------- | --- | -------------------------- | ----------------------------------------- | ---------------------------------------- |
| 2002      | с   | Чисто английские убийства  | Midsomer Murders                          | Арабелла Хейвуд (1 эпизод)               |
| 2004      | ф   | Испытание любовью          | Enduring Love                             | Пенни                                    |
| 2004      | с   | Север и Юг                 | North & South                             | Бесси Хиггинс                            |
| 2005      | с   | Доктор Кто                 | Doctor Who                                | Сьюки (1 сезон, 7 эпизод)                |
| 2005      | с   | Холодный дом               | Bleak House                               | Эстер Саммерсон                          |
| 2006      | тф  | Ветер в ивах               | The Wind in the Willows                   | Дочь тюремщика                           |
| 2007      | ф   | Я так ненавижу свою работу | I Really Hate My Job                      | Мадонна                                  |
| 2007      | ф   | Джейн Остин                | Becoming Jane                             | Кассандра Остин                          |
| 2008      | тф  | Белая девушка              | White Girl                                | Дебби                                    |
| 2008      | тф  | Поппи Шекспир              | Poppy Shakespeare                         | N                                        |
| 2009      | с   | Свободные агенты           | Free Agents                               | Софи (3 эпизода)                         |
| 2009      | тф  | Свободное падения          | Freefall                                  | Мэнди Поттер                             |
| 2009      | тф  | Цель - Луна                | Moonshot                                  | Джанет Армстронг                         |
| 2010      | тф  |                            | On Expenses                               | Хизер Брук                               |
| 2011      | с   | Южный Райдинг              | South Riding                              | Сара Бёртон                              |
| 2011      | тф  | Ночной дозор               | The Night Watch                           | Кэй Лангриш                              |
| 2012      | с   | Обвиняемые                 | Accused                                   | Тина Дакин                               |
| 2012—2014 | с   | Код убийства               | The Bletchley Circle                      | Сюзан Грей                               |
| 2013      | мтф | Смерть приходит в Пемберли | Death Comes to Pemberley                  | Элизабет Дарси                           |
| 2013      | ф   | Алан Партридж: Альфа Отец  | Alan Partridge: Alpha Papa                | Джанет Уайтхед                           |
| 2013      | ф   | Филомена                   | Philomena                                 | Джейн                                    |
| 2015      | мтф | И никого не стало          | And then there were none                  | Этель Роджерс                            |
| 2015      | с   | Хроники Франкенштейна      | The Frankenstein Chronicles               | Мэри Шелли                               |
| 2016      | тф  | Рэг                        | Reg                                       | Салли Кейс                               |
| 2016—2021 | с   | Материнство                | Motherland                                | Джулия                                   |
| 2018      | с   | Городские легенды          | Urban Myths                               | Агата Кристи                             |
| 2018      | тф  | День матери                | Mother's Day                              | Венди Перри                              |
| 2019      | с   | Благие знамения            | Good Omens                                | Вельзевул                                |
| 2019      | ф   |                            | Say Your Prayers                          | детектив — главный инспектор Броу        |
| 2019—2021 | с   | По долгу службы            | Line of Duty                              | главный супериндендант Патриция Кармайкл |
| 2019      | ф   | История Дэвида Копперфилда | The Personal History of David Copperfield | миссис Стронг                            |
| 2020      | ф   | Герцог                     | The Duke                                  | миссис Гоулинг                           |
| 2021      | с   | Ошибка 404                 | Code 404                                  | Келли Мейджор                            |
| 2021      | с   | Холлингтон драйв           | Hollington Drive                          | Тереза                                   |
| 2021      | с   | Нерегулярные части         | The Irregulars                            | Эдит Дюбуа                               |
| 2022      | с   | Мэнди                      | Mandy                                     | Ева                                      |
| 2022      | с   | Шпион среди друзей         | A Spy Among Friends                       | Лили Томас                               |
| 2024      | с   | Покуда я тебя не убью      | Until I Kill You                          | Делия Балмер (4 эпизода)                 |
| 2024      | с   | Хороших девочек не убивают | A Good Girl's Guide to Murder             | Лиэнн Амоби                              |